# Codex Atlanticus

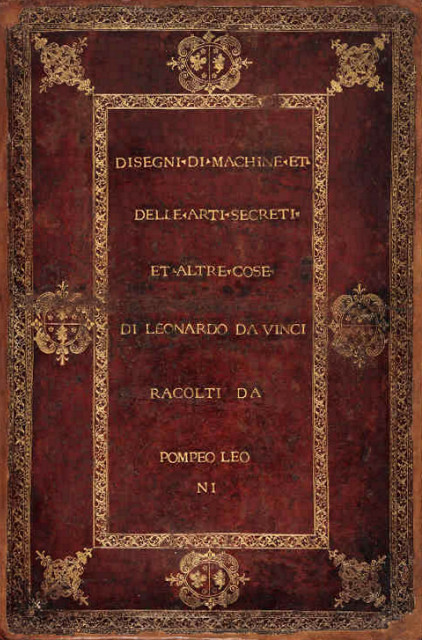
Der Codex Atlanticus

Der Codex Atlanticus (italienisch Codice Atlantico) bezeichnet eine gebundene Sammlung von Zeichnungen, Skizzen und Notizen des italienischen Renaissancekünstlers Leonardo da Vinci (1452–1519).

## Name
Den Namen Codex Atlanticus erhielt die Handschrift wegen ihres großen Atlasformats. Um 1780 wurde das Werk in einem Katalog der Biblioteca Ambrosiana als „codice in forma atlantica“ verzeichnet. Das Werk besteht heute aus 1119 Blättern im Format 64,5 × 43,5 cm und befindet sich im Bestand der Biblioteca Ambrosiana in Mailand.

## Geschichte
Nach Leonardo da Vincis Tod gingen alle seine Aufzeichnungen in die Hände seines Schülers Francesco Melzi (um 1491/92 – um 1570), der die Dokumente aufbewahrte. Dessen Sohn Orazio Melzi erbte die Unterlagen im Jahr 1570 und verkaufte sie auch als einzelne Blätter und das wertvolle Material wurde verstreut. Der Bildhauer und Kunstsammler Pompeo Leoni (1533–1608) konnte einen großen Teil der Aufzeichnungen erwerben.
Leoni zerschnitt einzelne Blätter, klebte andere zusammen, die ursprünglich nicht zusammengehörten. So fasste er bis zu sechs Zeichnungen auf einer Seite zusammen, indem er sie entweder auf ein Trägerpapier klebte oder in einen Papierrahmen montierte, ähnlich einem Passepartout, der die Betrachtung von Vorder- und Rückseite des Originals möglich machte. Infolgedessen enthält dieses, später als „Codex Atlanticus“ bezeichnete Werk, Arbeiten aus einer Zeitspanne von 40 Jahren, von 1478 bis 1518, die fast das gesamte künstlerische Leben da Vincis umfasst und hatte in der von Leoni geschaffenen Form einen Umfang von 481 Blättern und ca. 60 cm Dicke.
Nach dem Tod Leonis im Jahre 1608 gelangte der Codex in den Besitz des Grafen Galeazzo Arconati, der ihn im Jahre 1637 der Ambrosianischen Bibliothek in Mailand schenkte. Im Jahr 1795 gelangte das Werk, gemeinsam mit zwölf weiteren Manuskripten Leonardos, als Kriegsbeute Napoleons in die Bibliothek des Institut de France nach Paris und kehrte 1815, nach dem Sturz Napoleons, an die Biblioteca Ambrosiana zurück. 1938 schuf Alfredo Ravasco einen Buchkasten aus Bergkristall und Lapislazuli für die Aufbewahrung des Codex.
In den 1960er Jahren wurde der Band zerlegt, restauriert und neu geordnet, so dass heute alle Zeichnungen auf ein eigenes Blatt montiert sind. Seit Abschluss der Restaurierung im Jahre 1968 besteht der Codex aus 1119 Blättern, die in zwölf Bänden gebunden sind.